# Constança da Sicília
Constança da Sicília, conhecida também como Constança de Altavilla, (2 de novembro de 1154 - 27 de novembro de 1198), era filha póstuma de Rogério II da Sicília. Rainha da Sicília e Imperatriz (como mulher do imperador Henrique VI). Foi mãe do imperador Frederico II.
Com sua morte terminou na Sicília a dinastia dos Altavila e iniciou-se a dos Hohenstaufen de seu marido Henrique VI.
Constança foi sepultada na Catedral de Palermo. Dante Alighieri a homenageou na Divina Comédia, Paraíso, canto 3, versos 109 a 120.

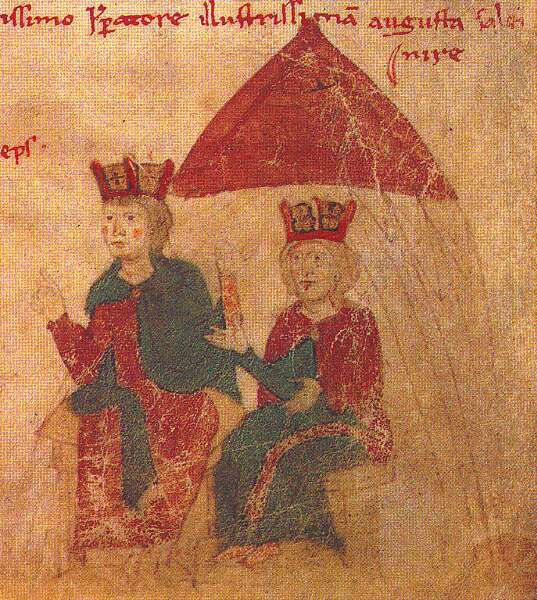
Henrique VI e Constança, do Liber ad honorem Augusti
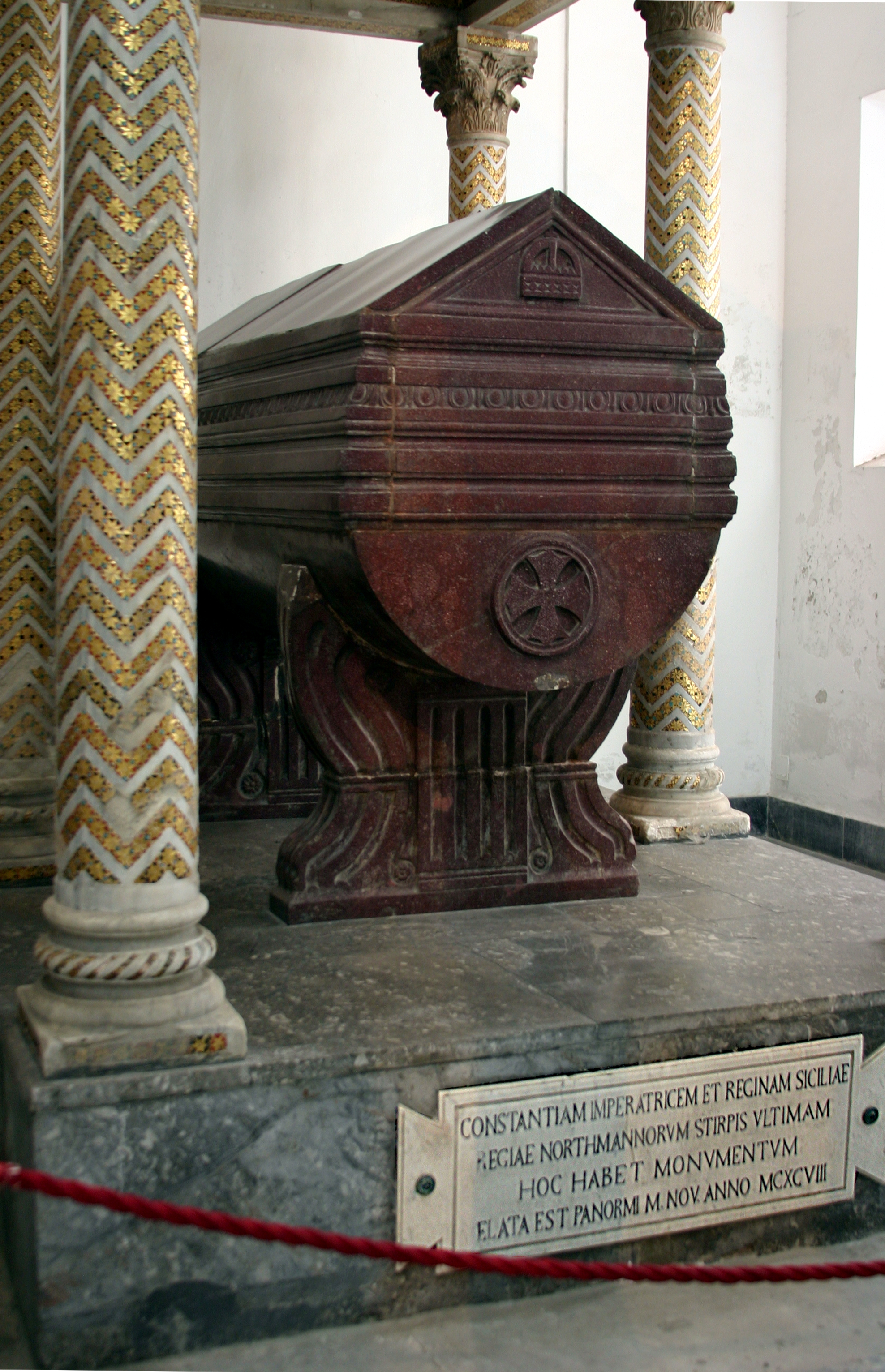
Sepulcro de Constança, na catedral de Palermo
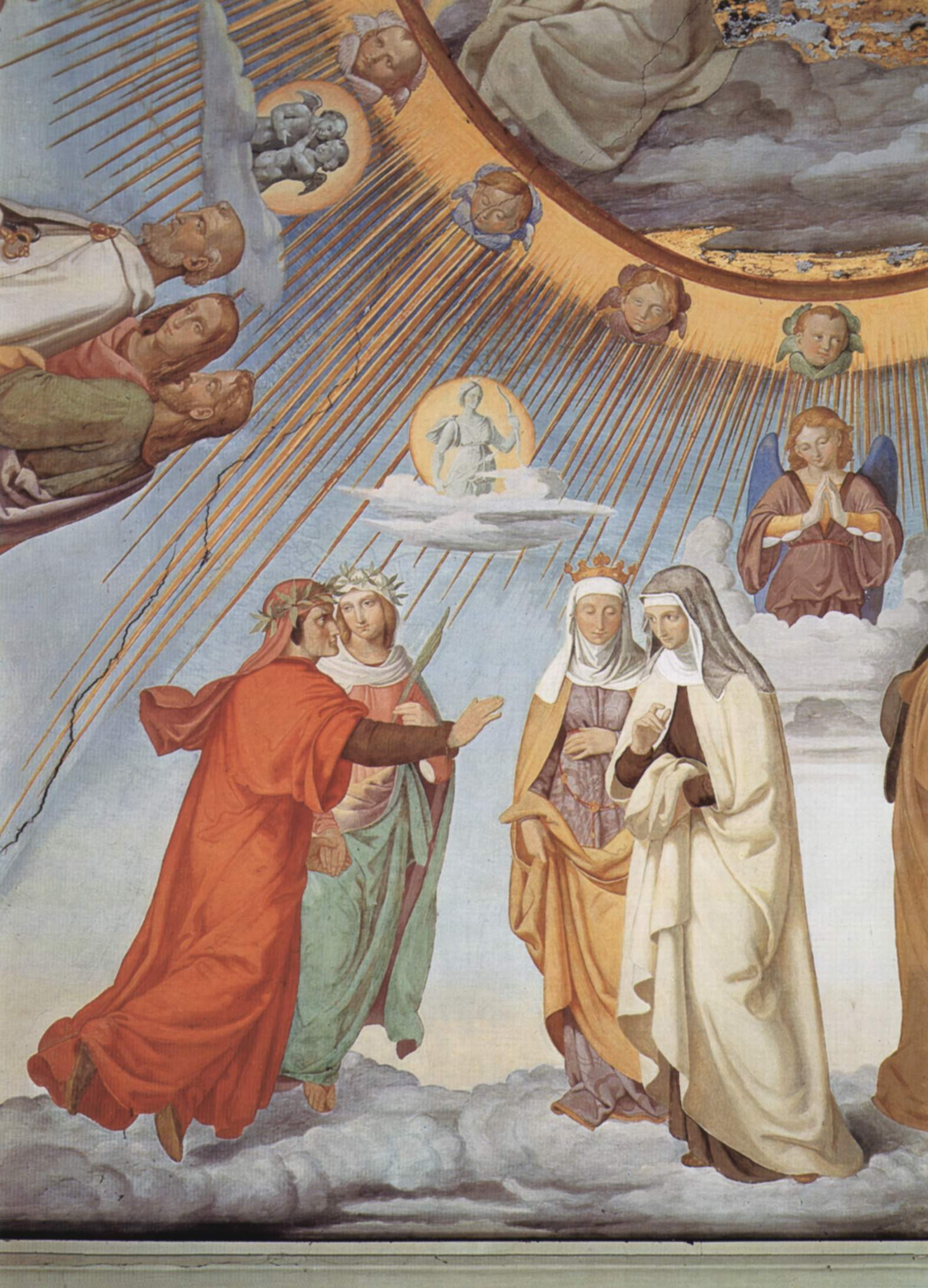
Dante encontra Constança e Picarda, afresco de Philipp Veit